# Prionopsis
Prionopsis is een kevergeslacht uit de familie van de boktorren (Cerambycidae). De wetenschappelijke naam van het geslacht werd voor het eerst geldig gepubliceerd in 1886 door Fairmaire.

## Soorten
Prionopsis is monotypisch en omvat slechts de volgende soort:
- Prionopsis metallicolor Fairmaire, 1886